# Alojz Peterle
Alojz eller Lojze Peterle, född 5 juli 1948, är en slovensk politiker och diplomat. Han var ledare för Sloveniens kristdemokratiska parti från att det grundades i slutet av 1980-talet tills det slogs ihop med andra partier 2000, och var en av dem som ledde Slovenien till självständighet från Jugoslavien.
Peterle var forskare vid institutet för stadsplanering 1975-1984 och därefter rådgivare i miljöskyddsfrågor vid samma institut. Han blev ledamot av Sloveniens parlament och premiärminister efter parlamentsvalet i maj 1990. 1991 utropade han landets självständighet från Jugoslavien. Han fortsatte som premiärminister till maj 1992 när en koalitionsregering ledd av Janez Drnovšek bildades. Peterle var vice premiärminister och utrikesminister från januari 1993 till oktober 1994. Det fanns starka spänningar i koalitionen och Peterle avgick från dessa poster när Drnovšek nominerade Jožef Školč, en medlem av hans eget parti, till att bli talman, mot Peterles vilja när denne ansåg att en kristdemokrat borde bli talman. Kristdemokraterna var kvar i koalitionen, men den var ofta delad. 1996 förespråkade Peterle att utrikesminister Zoran Thaler skulle avsättas därför att han ansåg att Thaler inte gjorde tillräckligt för att hjälpa Sloveniens relationer med  Italien.
När regeringen slutligen föll 2000 blev Peterle utrikesminitser igen i Andrej Bajuks kortlivade regering från juni 2000 till november 2000, då Drnovšek återkom till makten.
Peterle var medlem av presidiet i Europeiska konventet 2002-2003.
I Europaparlamentsvalet 2004 invaldes Peterle för Nya Slovenien kristna folkpartiet och sitter i Europaparlamentet i Europeiska folkpartiets grupp (kristdemokrater).

## Utmärkelser och hedersuppdrag
- Uppgående solens orden, Japan (2019)[5]